# Catanzaro Beach Soccer
Il Catanzaro Beach Soccer è una società sportiva Italiana di beach soccer della città di Catanzaro, nata nel 1999.
Unica società calabrese ad aver vinto titoli nazionali in questa disciplina. Dal 2014 dispone anche di una squadra femminile che in due anni si è laureata campione d'Italia (2014) e vicecampione d'Italia (2015).

## Palmarès
- Supercoppa italiana: 2004

### Altri trofei (non ufficiali)
- Campionato di serie A : 4

CAMPIONI D'ITALIA MASCHILE 2000, 2002, 2003, CAMPIONI D'ITALIA FEMMINILE 2014, VICECAMPIONI D'ITALIA MASCHILE 2010, VICECAMPIONI D'ITALIA FEMMINILE 2015.
- III Classificata Mondiale per clubs 2007